# 交響曲第31番 (ハイドン)
交響曲第31番 ニ長調 Hob. I:31 は、フランツ・ヨーゼフ・ハイドンが1765年に作曲した交響曲。『ホルン信号』（Mit dem Hornsignal）の愛称で知られ、名前の通り4本のホルンが活躍するほか、随所に協奏曲的な箇所があり、終楽章がゆっくりした変奏曲になっているなど、ハイドンの交響曲の中でも独特の内容を持っている。

## 概要
第28番から本作までの4曲は、残された自筆原稿から1765年に作曲されたことが判明している。作曲当時、ハイドンはエステルハージ家の副楽長だったが、エステルハージ家に4人のホルン奏者がいた時期は特定されていて、1763年の8月から12月と、1765年5月から1766年2月である。4本のホルンを使った交響曲にはこの曲のほかに第13番、第39番、第72番があり、ほかに『7声のディヴェルティメント（カッサシオン）ニ長調』（Hob. II:D22）も4本のホルンを使用するが、いずれもこの時期に書かれたと考えられている（ただし第39番については議論あり）。この中では本作がホルンをもっとも効果的に使っている。なお第72番は第2楽章で独奏楽器が活躍し、最終楽章がさまざまな楽器の活躍する変奏曲になっているなど、本曲との共通点が多い。
一般に使われる『ホルン信号』という愛称は後世のものだが、すべての楽章でホルンが活躍するこの曲の特徴をよく表している。愛称にはほかにも『狩場にて』（auf dem Anstand）や『ニュルンベルクの郵便ホルン』などがある。ただし軍楽信号と郵便ホルンの音は使われているが、狩のホルンの旋律は使われていない。
第2楽章と第4楽章ではホルン以外にも独奏楽器が協奏曲的に活躍する。特に第4楽章ではコントラバスにも独奏を与えている。
長らく、ハイドンの交響曲は後期のもの以外無視されてきたが、本作は初期の交響曲の中で例外的によく知られる。しばしばハイドンの作品を取り上げたことで知られるイタリアの指揮者アルトゥーロ・トスカニーニは、1931年以来3回この曲を指揮し、1938年の演奏の録音が残っている。

## 楽器編成
フルート1、オーボエ2、ホルン4、第1ヴァイオリン、第2ヴァイオリン、ヴィオラ、低音（チェロ、ファゴット、コントラバス）。
ホルンは4本ともD管を使用する。ただし第2楽章では2本がD管、2本がG管を使用する。

## 構成
- 第1楽章 アレグロ
ニ長調、4分の3拍子、ソナタ形式。

4本のホルンのユニゾンによる軍楽的な信号音に続き、弦を伴い、独奏ホルンが郵便ホルンを表すオクターヴ跳躍の第1主題を提示する。第2主題はフルートの上昇旋律と弦による対話で構成されている。再現部は最初から郵便ホルンの主題が現れるが、曲の終わりにコーダのようにして最初の信号音が現れる。

- 第2楽章 アダージョ
ト長調、8分の6拍子、ソナタ形式。
ホルン以外の管楽器は休み、独奏ヴァイオリンと独奏チェロの活躍する合奏協奏曲風の楽章になっている。まずピッツィカートの伴奏に乗って独奏ヴァイオリンがシチリアーノ風の優美な主題を提示し、2本のホルンがそれに続く。独奏チェロも長い旋律を奏する。伴奏音型を担当する第2ホルンはかなり技巧的に作られている。

- 第3楽章 メヌエット - トリオ
ニ長調、4分の3拍子。
メヌエット主部は全奏による。トリオではホルンとオーボエ、ヴァイオリン、フルートなど様々な音色の重なりが工夫されている。

- 第4楽章 フィナーレ：モデラート・モルト - プレスト
ニ長調、4分の2拍子 - 4分の3拍子、変奏曲形式。
弦楽器による主題に続いて7つの変奏が続く。第1変奏はオーボエとホルン各2本、第2変奏は独奏チェロ、第3変奏はフルート、第4変奏はホルン四重奏、第5変奏は独奏ヴァイオリン、第6変奏はトゥッティ、第7変奏は独奏コントラバスを主とする。その後短い経過部を挟んで音楽は突如、4分の3拍子のプレストとなり疾走する中、ホルンにより再び第1楽章冒頭の信号音の動機が再現され堂々と終わる。